# مسجد إمام جواد
مسجد إمام جواد هو مسجد تاريخي يعود إلى عصر الدولة الصفوية والقاجاريون، ويقع في كاشان.